# GamesMaster
GamesMaster foi um programa de televisão britânico exibido no Channel 4 de 1992 a 1998, sendo o primeiro programa de televisão do Reino Unido dedicado a jogos eletrônicos.
GamesMaster começou quando Jane Hewland, ex-London Weekend Television, que tinha criado a sua própria empresa de produção Hewland International, teve interesse pela paixão de seu filho em jogos eletrônicos. Ela montou um campo para um show que iria traduzir a emoção de jogos ao jogar em televisão assistíeis. A Channel 4 ficou interessada no conceito e liberou a produção.
Embora o destaque era as revisões de jogos, a maior parte do show foi sobre desafios onde os jogadores competiam um contra os outros pelo título de "GamesMaster Champion". Os competidores que foram bem sucedidos em seus desafios foram recompensados com o troféu "GamesMaster Golden Joystic".  Dominik Diamond normalmente apresentava o show com Sir Patrick Moore aparecendo nas inserções pré-gravadas como o "Games Master". Durante estes desafios, Dominik foi acompanhado por uma série de comentadores. Estes incluíram Derrick Lynch, Kirk Ewing, Julian Rignall, Rik Henderson, Dave Perry, Tim Boone, Neil West, entre outros.